# Сальський іподром
Сальський іподром (рос. Сальский ипподром) ― іподром у місті Сальськ. Створений у 1935 році.
Розташований за адресою: Ростовська обл., м. Сальськ, вул. Чернишевського, 32/к. Директор — Гладкий Роман Сергійович.

## Історія
У 1935 році Сальський державний племінний розплідник став першим з розведення донських і англо-донських коней. У тому ж році при ньому з'явився постійно діючий іподром. Найбільш високі показники відзначалися в період з 1970 по 1991 рік. У складі господарств, що користуються послугами Сальського іподрому постійно значилося 19 ферм і 2 кінних заводи (Зимовниковський і імені С. М. Будьонного). У ці роки кількість випробуваних коней коливалася від 200 до 350. Після розпаду СРСР ці показники сильно скоротилися. Наприклад, в 2012 році на іподромі був всього один скаковой день.
Іподром займає площу 39,9 га. Коло просте, не обгороджене, бровка спланована грейдером. Довжина скакової доріжки — 1609 м. Стартових боксів немає. Старт проводиться за помахом прапорця стартера після вирівнювання учасників скачки. На території Сальського іподрому знаходяться стайні, спортивний манеж, левади для коней, невеликий готель. Сальський іподром, продовжує поєднувати функцію ДЗК — стайні, в якій містяться жеребці-виробники верхових і запряжних порід, що надаються на злучку в інші кінні господарства.
У 2000-х роках найбільш відомим представником стайні є чистокровний англійський гнідий жеребець Пілігрим (2007 р.), який посів у 2011 році 7 місце в одному з перегонів на Ростовському іподромі.
З 1997 за 2011 рік ФДМ ДЗК «Сальська» знаходилося у відомстві Мінсільгоспу Росії. У 2012 році ДЗК відновив діяльність.
У 2011 році на іподромі сталося вбивство, яке отримало великий резонанс у місцевій пресі.
На іподромі часто проводяться святкові заходи, наприклад, святкування 200-річчя Сальська у 2012 році і день міста Сальська в 2013 році.